# Mina Lyttkens
Anna Vilhelmina (Mina) Lyttkens, född Hagstedt 22 april 1865 i Vessige församling, Hallands län, död 7 juli 1935, var en svensk föreståndare. Hon var mor till Yngve Lyttkens.
Lyttkens, som var dotter till kyrkoherden Carl Edvard Hagstedt och Henny Kjerrulf, studerade frökontroll vid Danska centralanstalten i Köpenhamn. Hon blev assistent vid Hallands läns frökontrollanstalt 1893, tillförordnad föreståndare 1911 och ordinarie föreståndare sedan 1913. Hon ingick 1886 äktenskap med ingenjören, föreståndaren för Statens kemiska station Emil Lyttkens (1847–1912).